# 孩子的遊戲
《孩子的遊戲》是Lump of Sugar在2015年11月27日發售的戀愛冒險類型成人遊戲。

## 故事簡介
丹生清澄因為從小舉辦的一項儀式，而一直受到「腦內有兩種選擇」的詛咒所苦。在高二的春天，讓清澄受到詛咒的女孩賽拉出現在他面前，賽拉希望清澄能幫助她，作為交換條件，賽拉也會幫清澄解除詛咒。

## 登場角色
丹生清澄
作品男主角。岐田橋學園二年級生。從小時候就一直受到「選擇」的詛咒所苦，在賽拉出現後，為了消除詛咒而積極協助賽拉。
賽拉（聲：秋野花）
因為清澄小時候舉辦的儀式而給予了清澄詛咒的女孩。體格嬌小。重新出現在清澄面前是希望清澄能幫忙自己找到消失的戀心。
比名子美智留（聲：あじ秋刀魚）
清澄的同班同學，打扮得像是辣妹的女孩。非常擅長照顧人。
鶴卷楪（聲：小倉結衣）
清澄的同班同學，有著和風氣質的大小姐。
丹生佳津美（聲：藤咲ウサ）
清澄的妹妹。中學時進入名校就讀並且成績優秀。升上高中後入讀清澄的學校。對清澄的態度相當冷漠。

## 主題曲
片頭曲「Passion」
作詞：中山麻美，作曲、編曲：Meis Clauson，主唱：Duca
片尾曲
作詞、主唱：葉月，作曲、編曲：椎名俊介

## 評價
《孩子的遊戲》在Getchu.com的2015年11月銷量榜上排名第4名、全年排名第42名。於「萌系遊戲大賞」2015年11月的月間賞獲得第9名。

## 外部連結
- 孩子的遊戲官方網站（页面存档备份，存于）（日語）